# Municipio de Greendale (Míchigan)
El municipio de Greendale (en inglés, Greendale Township) es un municipio del condado de Midland, Míchigan, Estados Unidos. Tiene una población estimada, a mediados de 2022, de 1743 habitantes.

## Geografía
Está ubicado en las coordenadas 43°35′45″N 84°32′25″O / 43.59583, -84.54028 (43.59578, -84.540247). Según la Oficina del Censo de los Estados Unidos, tiene una superficie total de 92.4 km², de la cual 91.6 km² corresponden a tierra firme y 1.8 km² están cubiertos de agua.

## Demografía
Según el censo de 2020, en ese momento había 1731 personas residiendo en la zona. La densidad de población era de 18.9 hab./km². El 91.51 % de los habitantes eran blancos, el 0.23 % eran afroamericanos, el 1.56 % eran amerindios, el 0.52 % eran asiáticos, el 1.33 % eran de otras razas y el 4.85 % eran de una mezcla de razas. Del total de la población, el 3.87 % eran hispanos o latinos de cualquier raza.